# 高岡町 (愛知県)

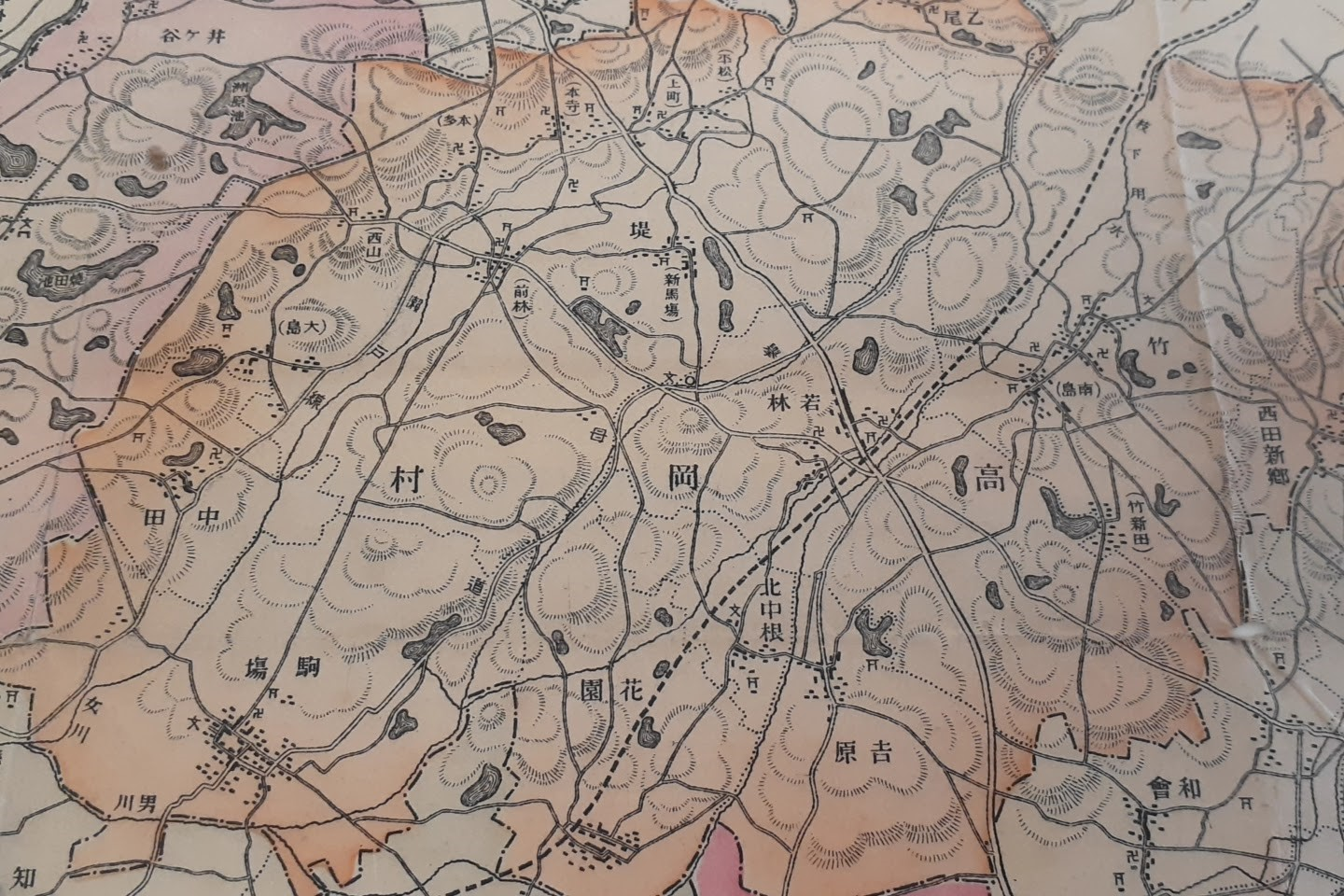
1917年の高岡村

高岡町（たかおかちょう）は、かつて愛知県碧海郡にあった町。現在の豊田市の南西部地域である。

## 歴史
江戸時代には高岡の大部分が刈谷藩に属していた。廃藩置県当初は刈谷県や額田県に属していたが、1872年（明治5年）からは愛知県碧海郡に属していた。
- 1889年（明治22年） - 町村制の施行により碧海郡堤村、竹村、若園村、駒場村が発足[1]。
- 1906年（明治39年）5月1日 - 駒場村、若園村、堤村、竹村が合併して高岡村が発足[1]。発足時の人口は約8,200人[1]。
- 1956年（昭和31年）5月1日 - 村制50周年[1]。高岡村が町制施行して高岡町が発足[1]。
- 1965年（昭和40年）9月1日 - 豊田市に編入合併される。高岡町は廃止。

## 行政
歴代町村長
- 1947年（昭和22年）-1951年（昭和26年） - 石川勇
- 1951年（昭和26年）-1955年（昭和30年） - 石川藤吉
- 1955年（昭和30年）-1959年（昭和34年） - 都築正重
- 1959年（昭和34年）-1961年（昭和36年） - 都築鉄重

人口
- 1896年（明治29年）- 7,807人
- 1920年（大正9年） - 9,389人
- 1930年（昭和5年） - 10,093人
- 1940年（昭和15年） - 12,379人
- 1950年（昭和25年） - 16,555人
- 1960年（昭和35年） - 17,337人

## 教育

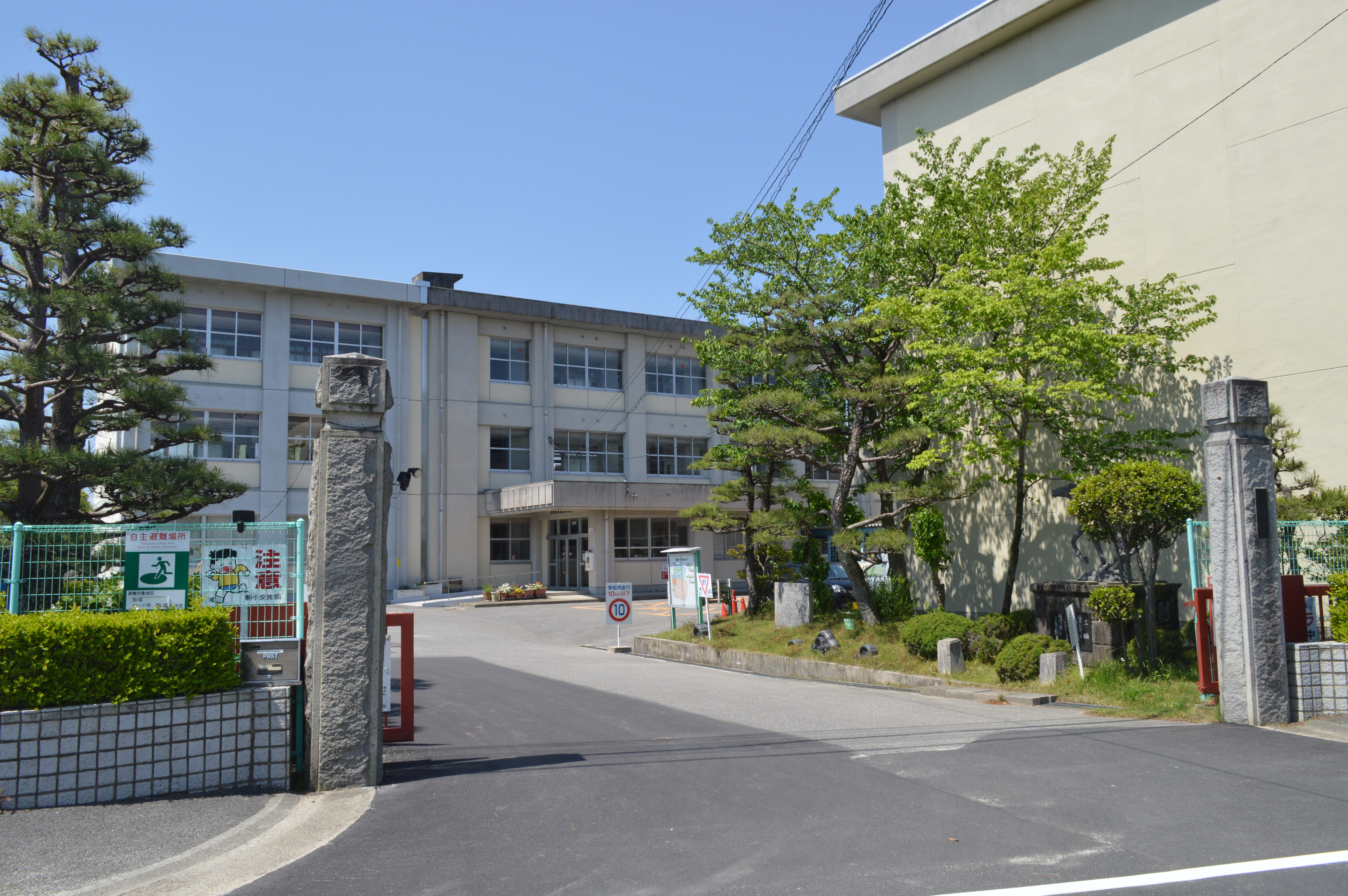
駒場小学校

1961年（昭和36年）時点の高岡町には1中学校5小学校が存在し、また高等家政学校があった。豊田市合併後の1982年（昭和57年）には豊田市立前林中学校が開校している。

### 中学校
- 高岡町立高岡中学校（現・豊田市立高岡中学校） - 1947年開校。

### 小学校
- 高岡町立堤小学校（現・豊田市立堤小学校） - 1907年開校。
- 高岡町立若園小学校（現・豊田市立若園小学校） - 1907年開校。
- 高岡町立竹村小学校（現・豊田市立竹村小学校） - 1907年開校。
- 高岡町立駒場小学校（現・豊田市立駒場小学校） - 1907年開校。
- 高岡町立大林小学校（現・豊田市立大林小学校） - 1954年開校。

### 各種学校
- 高等家政学校 - 1955年3月15日開校。

## 交通

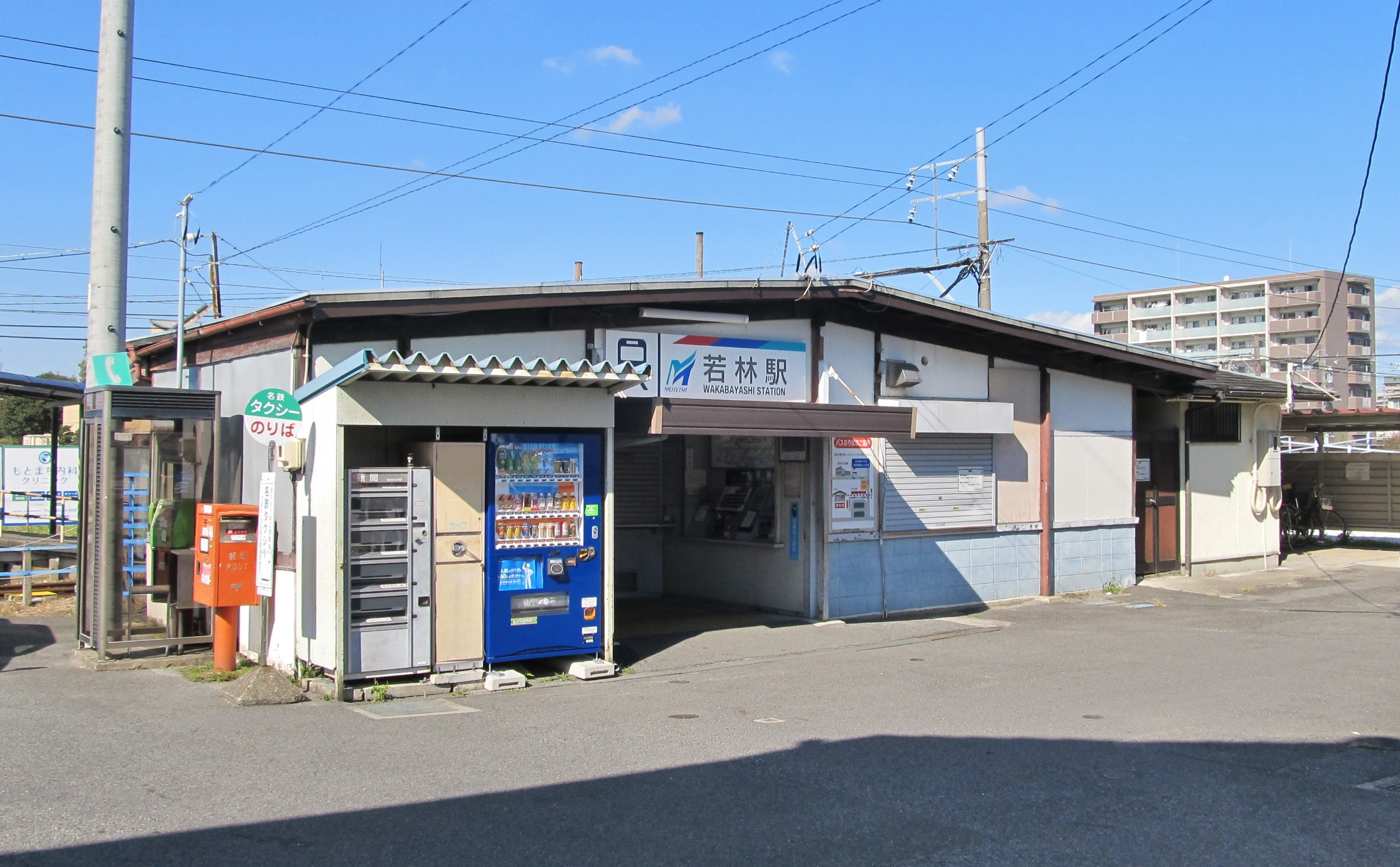
名鉄三河線若林駅

1919年（大正8年）には三河鉄道（現在の名鉄三河線）の知立駅＝土橋駅間が開通し、高岡村に鉄道が到来した。1961年（昭和36年）時点の高岡町には鉄道路線が1路線あり、バス路線が4路線あった。

### 鉄道
- 名鉄三河線
  - 竹村駅 - 若林駅 - 三河八橋駅

### バス
- 名鉄バス
  - 刈谷豊田線
  - 岡崎堤線
  - 安城豊田線
  - 知立豊田線

## 娯楽

若林座

- 若林座
昭和30年代の映画黄金期、高岡町には映画館の若林座があった。なお、1960年（昭和35年）の豊田市には、挙母劇場、昭和劇場、アート座の3館の映画館があり、上郷村には上野劇場があった[注 1]。